# Estefanija Viljareal
Estefania Viljareal (šp. Estefanía Villarreal; rođena 11. marta 1987. godine u Montereju, Nuevo Leon) meksička je glumica. Postala je poznata po ulozi u meksičkoj telenoveli Rebelde, gde glumi Selinu Ferer, devojku sa problemima u ishrani i koja ne prihvata svoj spoljašnji izgled.

## Značajne uloge
- Rebelde (2004-2006) — Selina Ferer